# Cmentarz wojenny nr 136 – Zborowice
Cmentarz wojenny nr 136 w Zborowicach – cmentarz z I wojny światowej znajdujący się we wsi Zborowice w województwie małopolskim, w powiecie tarnowskim, w gminie Ciężkowice. Jest jednym z 400 zachodniogalicyjskich cmentarzy wojennych zbudowanych przez Oddział Grobów Wojennych C. i K. Komendantury Wojskowej w Krakowie. W IV okręgu Łużna cmentarzy tych jest 27. 

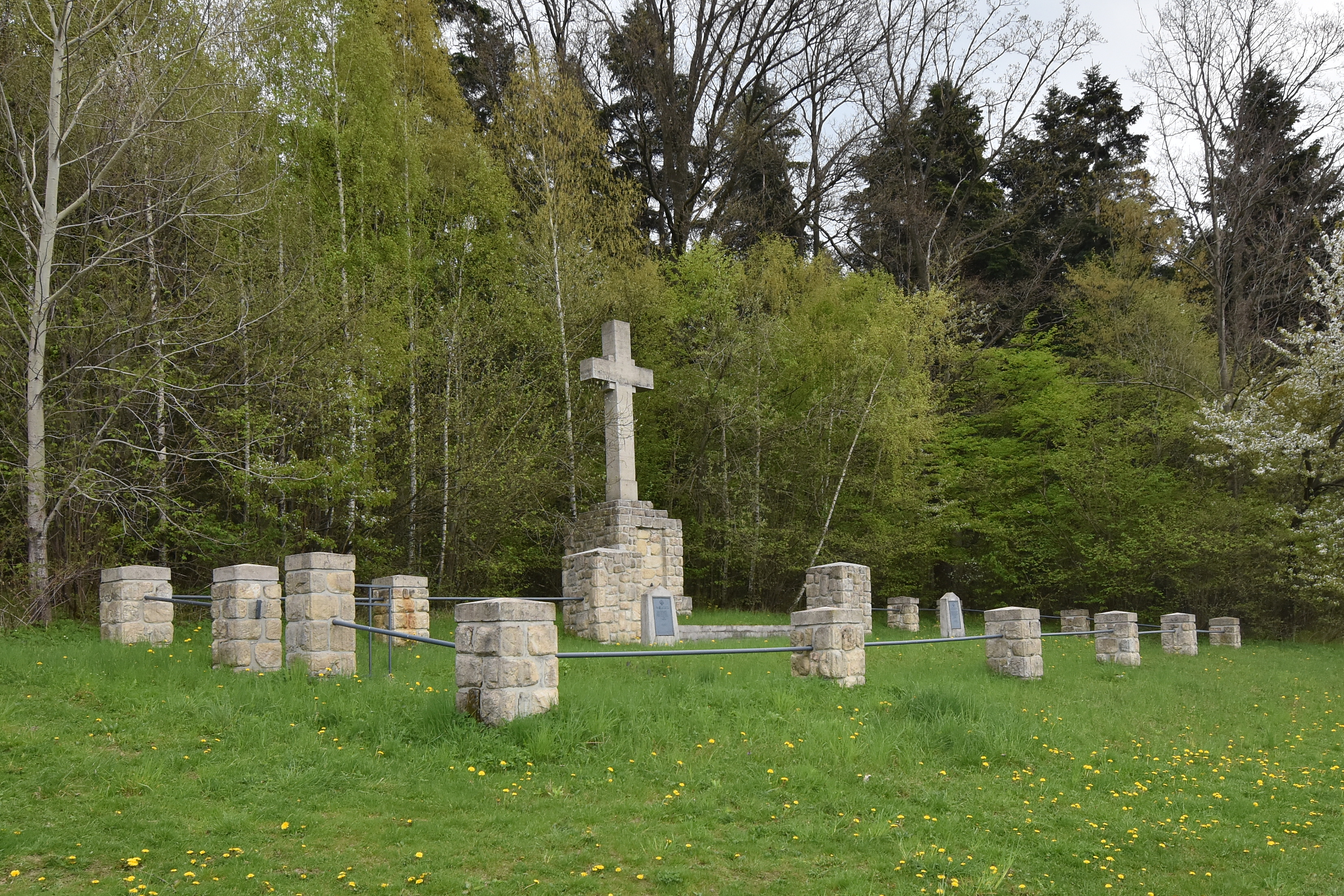
Górna kwatera

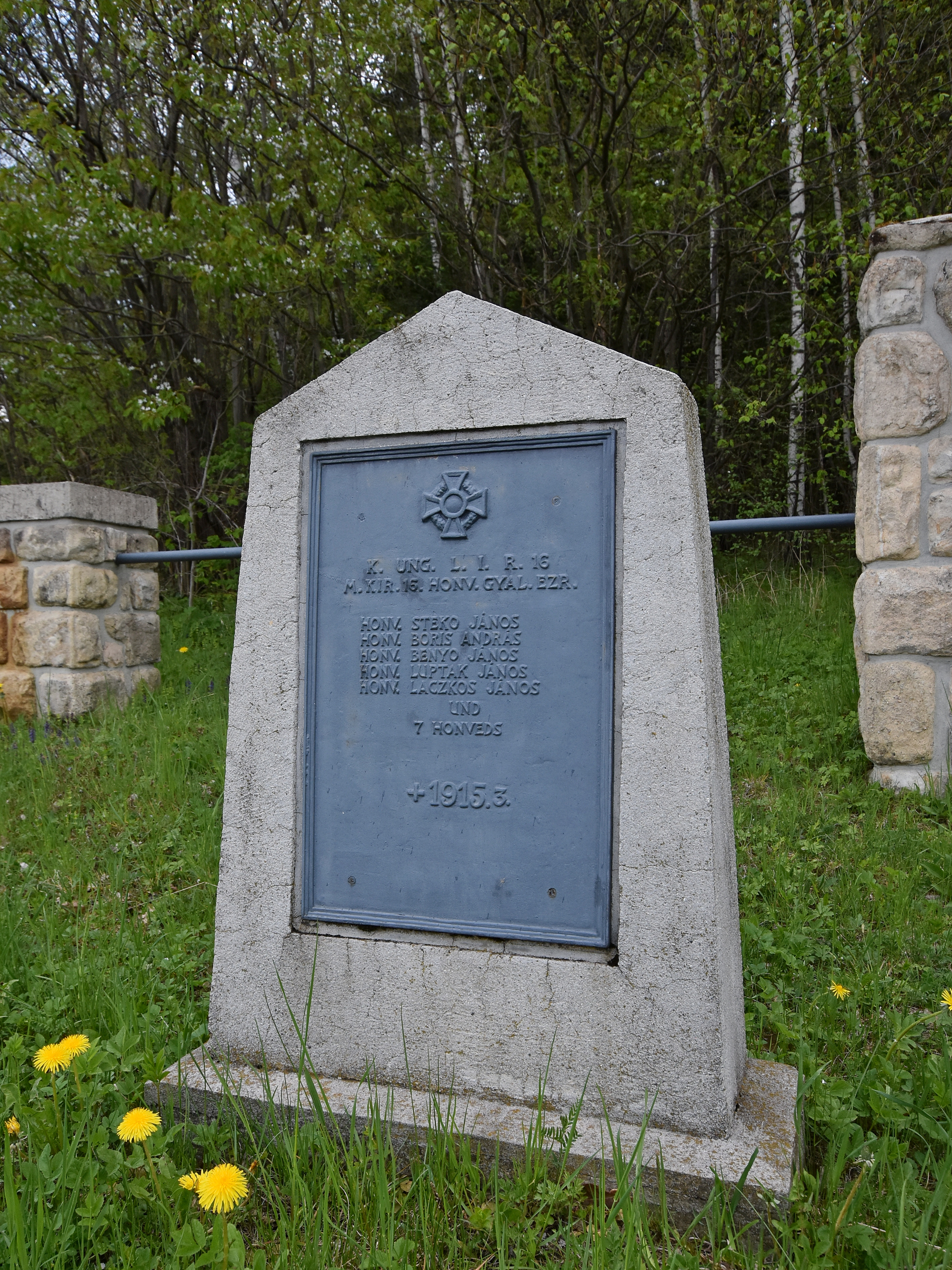
Stela

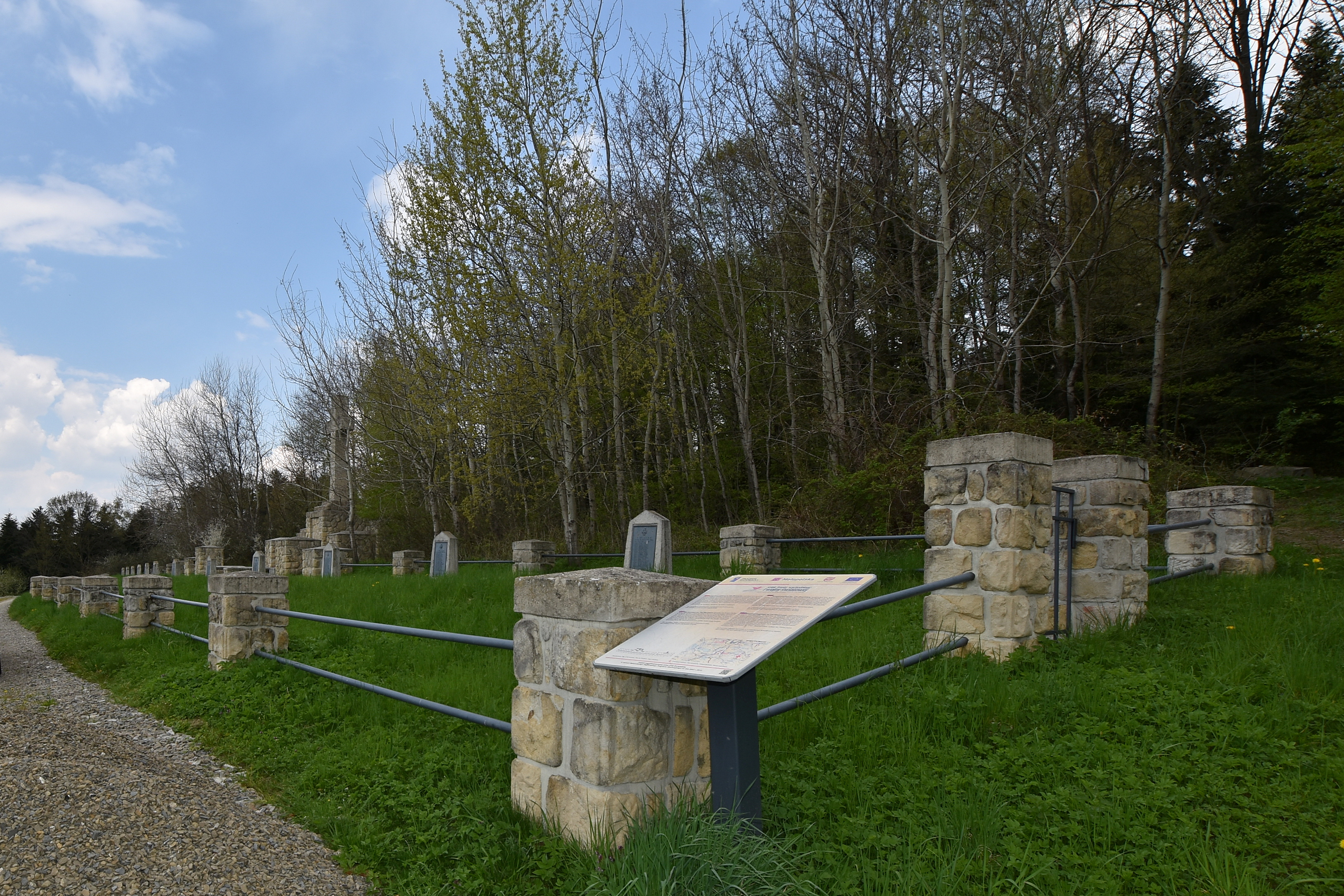
Widok kwatery dolnej

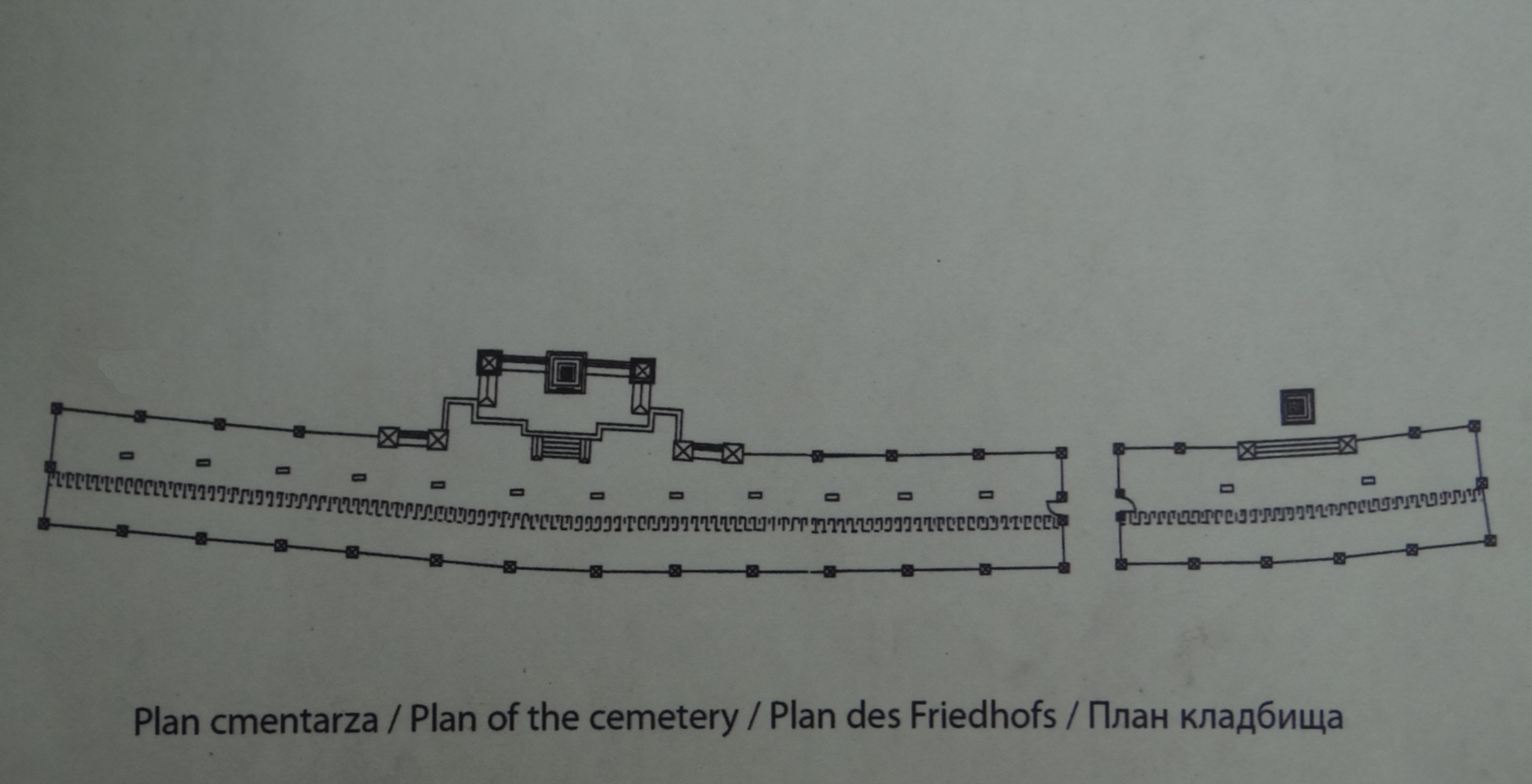
Plan cmentarza

## Lokalizacja
Cmentarz znajduje się na wierzchowinie Zborowic, pomiędzy lasem i zabudowaniami pojedynczego gospodarstwa. Można do niego dojechać drogą z Ciężkowic do Staszkówki. W lesie po prawej stronie tej drogi znajduje się oryginalny, typowy słup informujący o cmentarzu, a od niego prowadzi przez las dobra droga szutrowa do gospodarstwa i cmentarza

## Opis cmentarza
Projektantem był Anton Müller (spotyka się w niektórych opracowaniach błędną informację, że był to Jan Szczepkowski). Cmentarz składa się z dwóch wydłużonych kwater; dolnej większej i górnej mniejszej. Taki układ wynika z faktu, że w ten sposób pochowani zostali żołnierze przez swoich kolegów, a projektant dostosował wygląd cmentarza do zastanych faktów. Tylne boki obydwu kwater przylegają do lasu. Łączna długość cmentarza wynosi 90 m. Na obydwu kwaterach znajdują się podobne pomniki centralne. Są to duże betonowe krzyże łacińskie osadzone na murowanych z kamienia cokołach. Po obydwu stronach krzyża na dolnej kwaterze są ponadto ławy pomnikowe. Ogrodzenie stanowią murowane z kamienia słupki nakryte betonowymi daszkami i połączone stalowymi rurami. Wejście przez kute, metalowe furtki pomiędzy kamiennymi słupkami. Na polu cmentarnym są 2 mogiły zbiorowe i 5 pojedynczych. Ustawiono na nich kilka betonowych steli z nazwiskami poległych. 

## Polegli
Pochowano tu 455 żołnierzy armii austro-węgierskiej narodowości węgierskiej. Zidentyfikowano 197, pozostali są nieznani. Wśród pochowanych jest 8 podoficerów. Wszyscy zginęli w dniach 8–23 marca 1915 r. W tym miejscu, na wzgórzach Zborowic węgierscy honwedzi podjęli ostatnią, desperacką próbę przełamania frontu. Jej celem było przerwanie rosyjskiej obrony i odblokowanie oblężonej przez Rosjan twierdzy Przemyśl. Mimo wysiłku i poniesionych ogromnych strat atak zakończył się niepowodzeniem, frontu rosyjskiego nie udało się przełamać i twierdza poddała się 23 marca 1915 r.

## Los cmentarza
Pochówku dokonali żołnierze. Cmentarz rozpoczęto budować w 1915 r. Początkowo między dwoma jego kwaterami biegła droga. Była jednak zbyt stroma i obecnie poprowadzono ją poniżej dolnej kwatery. Po drugiej wojnie światowej nie dbano o cmentarze z I wojny i ulegały one niszczeniu. W 2002 r. przeprowadzono generalny remont cmentarza, w czasie którego m.in. wyczyszczono go z zarośli i wstawiono betonowe stele z żeliwnymi tablicami z nazwiskami poległych. Po remoncie cmentarz jest w dobrym stanie, różni się jednak nieco od pierwotnego. Górna kwatera ma pojedyncze rury między słupkami ogrodzenia (zamiast podwójnych).